# Zachary Parisé
Pour les articles homonymes, voir Parisé.
Zachary Justin Parisé, dit Zach Parisé, (né le 28 juillet 1984 à Minneapolis dans le Minnesota aux États-Unis) est un joueur professionnel américain de hockey sur glace.

## Carrière

### Carrière en club
Parisé a commencé le hockey à l'école en jouant pour l'établissement de Shattuck-St. Mary's à Faribeault dans le Minnesota et lors de ses deux dernières saisons, il a marqué 146 buts et a réalisé 194 passes décisives. En 2002, il rejoint l'université du Dakota du Nord et leur équipe de hockey (les Fighting Sioux du Dakota du Nord) qui évolue dans le championnat universitaire. Il est alors nommé dans l'équipe des recrues du championnat.
En 2003, Parisé est sélectionné par les Devils du New Jersey au premier tour du repêchage d'entrée dans la Ligue nationale de hockey. Il signera son premier contrat un an plus tard, une fois ses études finies et une sélection dans la première équipe de la WCHA.
En 2004, la saison LNH est annulée mais il joue avec les River Rats d'Albany de la Ligue américaine de hockey et il fait ses débuts avec le retour de la LNH en 2005. Il inscrit son premier but dans la LNH en 2005 contre les Penguins de Pittsburgh le 5 octobre.
Après avoir été sélectionné pour le match des recrues en 2007, il est sélectionné pour le 57e Match des étoiles pour jouer pour l'association de l'Est. Il inscrit un but au cours de la seconde période.
Au début de la saison 2011-2012, il devient le neuvième capitaine de l'équipe des Devils.
Le 4 juillet, il signe un contrat de 13 ans et 98 millions de dollars américains avec le Wild du Minnesota.
Il prend sa retraite en 2024.

### Carrière en équipe nationale
En 2004, Parisé est membre de l'équipe junior des États-Unis qui remporte la médaille d'or au Championnat du monde. Il est également élu meilleur joueur du tournoi et dans l'équipe type.

## Parenté
Zach Parisé est issu d'une famille de joueurs de hockey. Son père, Jean-Paul, a joué quatorze saisons dans les années 1960 et 1970 dans la Ligue nationale de hockey, son frère aîné, Jordan, a signé avec les Devils du New Jersey en 2006. Il joue actuellement en tant que gardien de but pour le EC Red Bull Salzbourg en Autriche.

## Statistiques
| Saison     | Équipe                           | Ligue      |       | Saison régulière | Saison régulière | Saison régulière | Saison régulière | Saison régulière |    | Séries éliminatoires | Séries éliminatoires | Séries éliminatoires | Séries éliminatoires | Séries éliminatoires |
| Saison     | Équipe                           | Ligue      | PJ    | B                | A                | Pts              | Pun              | PJ               | B  | A                    | Pts                  | Pun                  |                      |                      |
| 2002-2003  | Fighting Sioux du Dakota du Nord | NCAA       | 39    | 26               | 35               | 61               | 34               | -                | -  | -                    | -                    | -                    |                      |                      |
| 2003-2004  | Fighting Sioux du Dakota du Nord | NCAA       | 37    | 23               | 32               | 55               | 24               | -                | -  | -                    | -                    | -                    |                      |                      |
| 2004-2005  | River Rats d'Albany              | LAH        | 73    | 18               | 40               | 58               | 56               | -                | -  | -                    | -                    | -                    |                      |                      |
| 2005-2006  | Devils du New Jersey             | LNH        | 81    | 14               | 18               | 32               | 28               | 9                | 1  | 2                    | 3                    | 2                    |                      |                      |
| 2006-2007  | Devils du New Jersey             | LNH        | 82    | 31               | 31               | 62               | 30               | 11               | 7  | 3                    | 10                   | 8                    |                      |                      |
| 2007-2008  | Devils du New Jersey             | LNH        | 81    | 32               | 33               | 65               | 25               | 5                | 1  | 4                    | 5                    | 2                    |                      |                      |
| 2008-2009  | Devils du New Jersey             | LNH        | 82    | 45               | 49               | 94               | 24               | 7                | 3  | 3                    | 6                    | 2                    |                      |                      |
| 2009-2010  | Devils du New Jersey             | LNH        | 81    | 38               | 44               | 82               | 32               | 5                | 1  | 3                    | 4                    | 0                    |                      |                      |
| 2010-2011  | Devils du New Jersey             | LNH        | 13    | 3                | 3                | 6                | 6                | -                | -  | -                    | -                    | -                    |                      |                      |
| 2011-2012  | Devils du New Jersey             | LNH        | 82    | 31               | 38               | 69               | 32               | 24               | 8  | 7                    | 15                   | 4                    |                      |                      |
| 2012-2013  | Wild du Minnesota                | LNH        | 48    | 18               | 20               | 38               | 16               | 5                | 1  | 0                    | 1                    | 2                    |                      |                      |
| 2013-2014  | Wild du Minnesota                | LNH        | 67    | 29               | 27               | 56               | 30               | 13               | 4  | 10                   | 14                   | 6                    |                      |                      |
| 2014-2015  | Wild du Minnesota                | LNH        | 74    | 33               | 29               | 62               | 41               | 10               | 4  | 6                    | 10                   | 4                    |                      |                      |
| 2015-2016  | Wild du Minnesota                | LNH        | 70    | 25               | 28               | 53               | 36               | -                | -  | -                    | -                    | -                    |                      |                      |
| 2016-2017  | Wild du Minnesota                | LNH        | 69    | 19               | 23               | 42               | 30               | 5                | 2  | 1                    | 3                    | 8                    |                      |                      |
| 2017-2018  | Wild du Minnesota                | LNH        | 42    | 15               | 9                | 24               | 14               | 3                | 3  | 0                    | 3                    | 2                    |                      |                      |
| 2017-2018  | Wild de l'Iowa                   | LAH        | 1     | 0                | 1                | 1                | 0                | -                | -  | -                    | -                    | -                    |                      |                      |
| 2018-2019  | Wild du Minnesota                | LNH        | 74    | 28               | 33               | 61               | 26               | -                | -  | -                    | -                    | -                    |                      |                      |
| 2019-2020  | Wild du Minnesota                | LNH        | 69    | 25               | 21               | 46               | 8                | 4                | 0  | 3                    | 3                    | 2                    |                      |                      |
| 2020-2021  | Wild du Minnesota                | LNH        | 45    | 7                | 11               | 18               | 6                | 4                | 2  | 1                    | 3                    | 0                    |                      |                      |
| 2021-2022  | Islanders de New York            | LNH        | 82    | 15               | 20               | 35               | 28               | -                | -  | -                    | -                    | -                    |                      |                      |
| 2022-2023  | Islanders de New York            | LNH        | 82    | 21               | 13               | 34               | 24               | 6                | 0  | 0                    | 0                    | 2                    |                      |                      |
| 2023-2024  | Avalanche du Colorado            | LNH        | 30    | 5                | 5                | 10               | 8                | 11               | 2  | 1                    | 3                    | 0                    |                      |                      |
| Totaux LNH | Totaux LNH                       | Totaux LNH | 1 254 | 434              | 455              | 889              | 444              | 122              | 39 | 44                   | 83                   | 44                   |                      |                      |

### En équipe nationale
| Année | Équipe         | Compétition                  |   | PJ | B | A  | Pts | Pun | +/-               |  | Résultat |
| 2002  | États-Unis U18 | Championnat du monde -18 ans | 8 | 7  | 3 | 10 | 6   | +8  | Médaille d'or     |  |          |
| 2003  | États-Unis U20 | Championnat du monde junior  | 7 | 4  | 4 | 8  | 4   | +2  | 4e place          |  |          |
| 2004  | États-Unis U20 | Championnat du monde junior  | 6 | 5  | 6 | 11 | 4   | +7  | Médaille d'or     |  |          |
| 2005  | États-Unis     | Championnat du monde         | 3 | 0  | 2 | 2  | 0   | -1  | 6e place          |  |          |
| 2007  | États-Unis     | Championnat du monde         | 1 | 0  | 0 | 0  | 0   | 0   | 5e place          |  |          |
| 2008  | États-Unis     | Championnat du monde         | 7 | 3  | 5 | 8  | 2   | +1  | 6e place          |  |          |
| 2010  | États-Unis     | Jeux olympiques              | 6 | 4  | 4 | 8  | 0   | +4  | Médaille d'argent |  |          |
| 2014  | États-Unis     | Jeux olympiques              | 6 | 1  | 0 | 1  | 0   | -1  | 4e place          |  |          |
| 2016  | États-Unis     | Coupe du monde               | 3 | 0  | 1 | 1  | 4   | -2  | 7e place          |  |          |